# Discriminación inversa

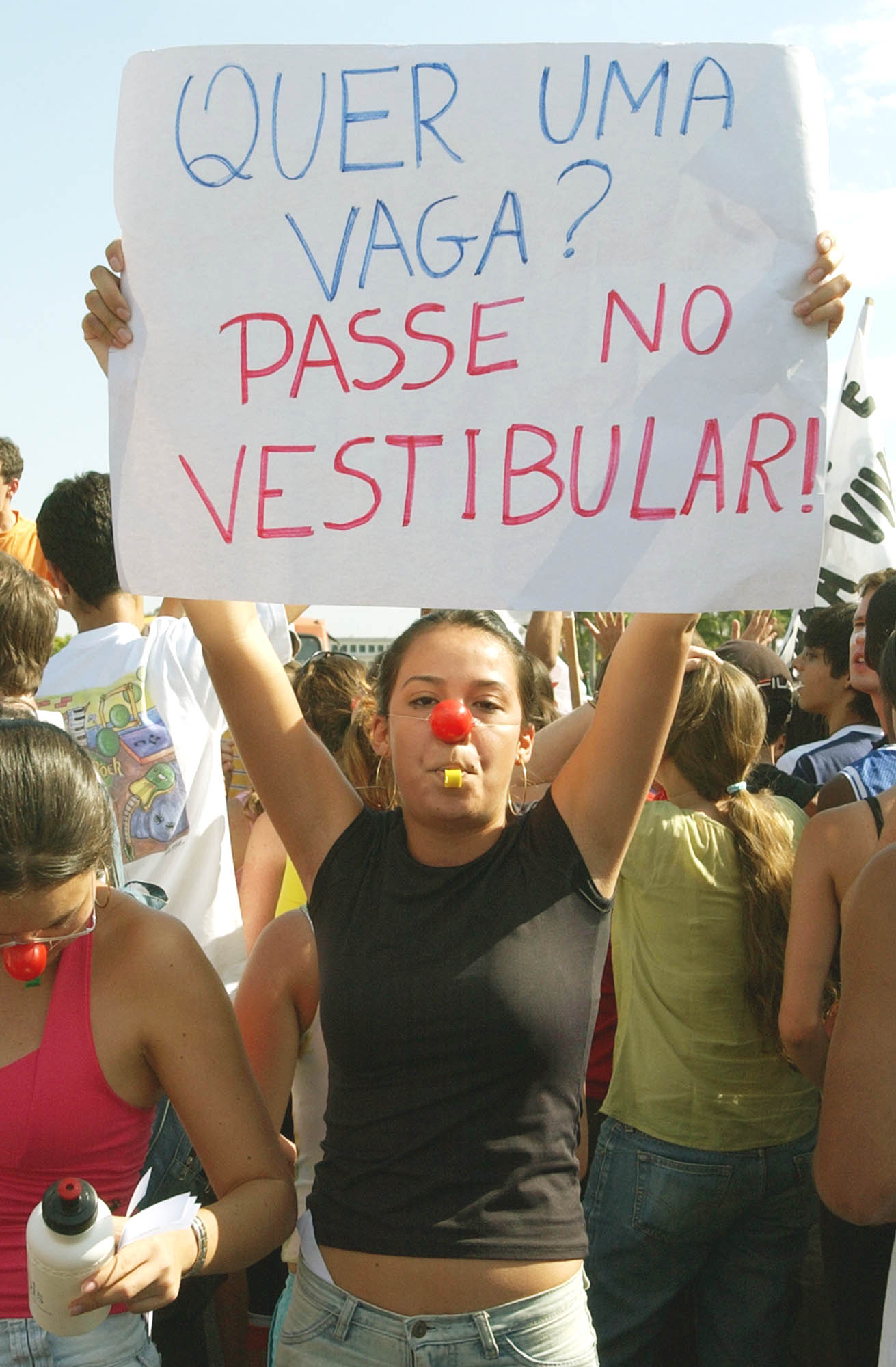
Estudiantes protestan contra las cuotas raciales en Brasil: «Quer uma vaga? Passe no vestibular!» («¿Quieres un lugar? ¡Pasa el examen de ingreso!»)

La discriminación inversa es la discriminación contra miembros de un grupo dominante o mayoritario, a favor de miembros de una minoría o grupo históricamente desfavorecido. Los grupos pueden definirse en términos de discapacidad, origen étnico, estado familiar, identidad de género, nacionalidad, raza, religión, sexo y orientación sexual, u otros factores. 
Esta discriminación puede tratar de corregir las desigualdades sociales en virtud de las cuales los grupos minoritarios han tenido menos acceso a los privilegios que disfruta el grupo mayoritario. En tales casos, se pretende eliminar la discriminación que los grupos minoritarios pueden enfrentar. La discriminación inversa puede definirse como el trato desigual de los miembros de los grupos mayoritarios como resultado de las políticas preferenciales, como en el caso de las admisiones a la universidad o el empleo, destinado a remediar la discriminación anterior contra las minorías.
La conceptualización de los esfuerzos de acción afirmativa como discriminación inversa comenzó a hacerse popular a principios y mediados de la década de 1970, un período de tiempo que se centró en las políticas de subrepresentación y acción destinadas a remediar los efectos de la discriminación pasada tanto en el gobierno como en el mundo empresarial.
La ley en algunos países, como el Reino Unido, establece una distinción entre "igualdad de provisión" e "igualdad de resultados", basada en la idea de que el tratamiento idéntico puede actuar a veces para preservar la desigualdad en lugar de eliminarla. Los opositores a esta distinción pueden etiquetarla como un ejemplo de discriminación inversa. 

## En el lugar de trabajo
Cuando los miembros de un grupo en particular han sido excluidos de un empleo en particular, se dice que este grupo ha recibido menos de su parte justa de empleo, en cuestión, y merece recibir más a modo de compensación. Por lo tanto, este grupo está siendo compensado por la falta de empleo u oportunidad en el pasado. Por lo tanto, un grupo que ya existe en el lugar de trabajo será discriminado, incluso si nunca se les ha negado el empleo anteriormente. Un ejemplo de esto sería los esfuerzos de una organización para contratar a más mujeres para cumplir con las pautas federales. Sin embargo, al hacerlo, la organización puede negar oportunidades de medidas iguales a los hombres. Si el objetivo de la discriminación inversa es compensar a un grupo perjudicado, difícilmente importará si los que son contratados preferentemente no se encuentran entre las víctimas originales de la discriminación. Además, los beneficiarios actuales de la discriminación inversa a menudo no son las mismas personas que los que fueron perjudicados por la discriminación original, y quienes ahora soportan la carga de la discriminación inversa rara vez son las mismas personas que quienes practicaron la discriminación original. Debido a esto, se argumenta que la discriminación inversa es irrelevante para el objetivo de compensar las injusticias pasadas y es injusta para aquellos cuyas calificaciones superiores se pasan por alto. 
A menudo, los grupos mayoritarios argumentan que están siendo discriminados por contratación y ascenso debido a políticas de acción afirmativa. Sin embargo, los críticos de este argumento a menudo citan la importancia "simbólica" de un trabajo que debe tenerse en cuenta, así como las calificaciones. Muchos sienten que basar una decisión de discriminar a un grupo de personas no debe basarse en el simbolismo sino en un hecho objetivo y verificable. Thomas Sowell dijo que el significado de "calificado" se ha ampliado para que signifique "calificado para recibir capacitación", y el suministro "disponible" incluye a mujeres que ya no trabajan (generalmente debido a la prosperidad de sus esposos).